# Frederick Stopford
Sir Frederick William Stopford (2 febbraio 1854 – 4 maggio 1929) è stato un generale inglese.

## Biografia
Era il figlio di James Stopford, IV conte di Courtown, e della sua seconda moglie, Dora Pennefather.

## Carriera
Si unì nelle Grenadier Guards nel 1871. Fu nominato aiutante di campo di Sir John Adye, capo del personale dell'Egyptian Expeditionary Force e partecipò alla battaglia di Tell al-Kebir nel 1882.
Continuò ad essere aiutante di campo del maggiore generale Arthur Fremantle, comandante della spedizione del Suakin nel 1885. Poi fu nominato maggiore di brigata, essendo inviato in Egitto.
Tornò in Inghilterra per essere promosso a maggiore della 2ª brigata di fanteria ad Aldershot nel 1886. Nel 1892 divenne vice aiutante generale e vice assistente aiutante generale nel 1894. Prese parte alla quarta guerra Anglo-Ashanti nel 1895 e divenne aiutante generale nel 1897.
Prese parte nella Seconda guerra boera come segretario militare generale di Redvers Buller e successivamente segretario militare per il General Officer Commanding Natal. Prima di diventare direttore della formazione militare presso Horseguards nel 1904. Divenne il maggiore generale e General Officer Commanding del London District dal 1906.
Prese parte alla prima guerra mondiale e, come comandante IX Corpo, fu incolpato del fallimento dell'attacco nella Battaglia della spiaggia di Suvla nell'agosto 1915, durante la battaglia di Gallipoli. Stopford scelse di comandare lo sbarco dallo sloop HMS Jonquil, ancorato al largo. Fu rapidamente sostituito dal generale Byng.
Si ritirò nel 1920.

## Ascendenza
|                                       |                     |                                    | Genitori                                  |  |  | Nonni |  |  | Bisnonni                             |  |  | Trisnonni                           |  |
|                                       |                     |                                    |                                           |  |  |       |  |  | James Stopford, II conte di Courtown |  |  | James Stopford, I conte di Courtown |  |
|                                       |                     |                                    |                                           |  |  |       |  |  | James Stopford, II conte di Courtown |  |  | James Stopford, I conte di Courtown |  |
|                                       |                     | Elizabeth Smyth                    |                                           |  |  |       |  |  | James Stopford, II conte di Courtown |  |  |                                     |  |
| James Stopford, III conte di Courtown |                     |                                    |                                           |  |  |       |  |  | James Stopford, II conte di Courtown |  |  |                                     |  |
|                                       |                     | Mary Powys                         | Richard Powys                             |  |  |       |  |  |                                      |  |  |                                     |  |
|                                       |                     | Mary Powys                         | Richard Powys                             |  |  |       |  |  |                                      |  |  |                                     |  |
|                                       |                     | Mary Powys                         | lady Mary Brudenell                       |  |  |       |  |  |                                      |  |  |                                     |  |
| James Stopford, IV conte di Courtown  |                     | Mary Powys                         |                                           |  |  |       |  |  |                                      |  |  |                                     |  |
|                                       |                     | Henry Scott, III duca di Buccleuch | Francis Scott, conte di Dalkeith          |  |  |       |  |  |                                      |  |  |                                     |  |
|                                       |                     | Henry Scott, III duca di Buccleuch | Francis Scott, conte di Dalkeith          |  |  |       |  |  |                                      |  |  |                                     |  |
|                                       |                     | Henry Scott, III duca di Buccleuch | Caroline Townshend, I baronessa Greenwich |  |  |       |  |  |                                      |  |  |                                     |  |
| lady Mary Scott                       |                     | Henry Scott, III duca di Buccleuch |                                           |  |  |       |  |  |                                      |  |  |                                     |  |
|                                       |                     | lady Elizabeth Montagu             | George Montagu, I duca di Montagu         |  |  |       |  |  |                                      |  |  |                                     |  |
|                                       |                     | lady Elizabeth Montagu             | George Montagu, I duca di Montagu         |  |  |       |  |  |                                      |  |  |                                     |  |
|                                       |                     | lady Elizabeth Montagu             | lady Mary Montagu                         |  |  |       |  |  |                                      |  |  |                                     |  |
| James Stopford, V conte di Courtown   |                     | lady Elizabeth Montagu             |                                           |  |  |       |  |  |                                      |  |  |                                     |  |
|                                       | William Pennefather | Richard Pennefather                |                                           |  |  |       |  |  |                                      |  |  |                                     |  |
|                                       | William Pennefather | Richard Pennefather                |                                           |  |  |       |  |  |                                      |  |  |                                     |  |
|                                       | William Pennefather | Charity Graham                     |                                           |  |  |       |  |  |                                      |  |  |                                     |  |
| Edward Pennefather                    | William Pennefather |                                    |                                           |  |  |       |  |  |                                      |  |  |                                     |  |
|                                       |                     | Eleanor Moore                      | Edward Moore                              |  |  |       |  |  |                                      |  |  |                                     |  |
|                                       |                     | Eleanor Moore                      | Edward Moore                              |  |  |       |  |  |                                      |  |  |                                     |  |
|                                       |                     | Eleanor Moore                      | Ellen Dobson                              |  |  |       |  |  |                                      |  |  |                                     |  |
| Dora Pennefather                      |                     | Eleanor Moore                      |                                           |  |  |       |  |  |                                      |  |  |                                     |  |
|                                       |                     | John Darby                         | Jonathan Darby                            |  |  |       |  |  |                                      |  |  |                                     |  |
|                                       |                     | John Darby                         | Jonathan Darby                            |  |  |       |  |  |                                      |  |  |                                     |  |
|                                       |                     | John Darby                         | Susannah Lovett                           |  |  |       |  |  |                                      |  |  |                                     |  |
| Susannah Darby                        |                     | John Darby                         |                                           |  |  |       |  |  |                                      |  |  |                                     |  |
|                                       |                     | Anne Vaughan                       | Samuel Vaughan                            |  |  |       |  |  |                                      |  |  |                                     |  |
|                                       |                     | Anne Vaughan                       | Samuel Vaughan                            |  |  |       |  |  |                                      |  |  |                                     |  |
|                                       |                     | Anne Vaughan                       | Sarah Hallowell                           |  |  |       |  |  |                                      |  |  |                                     |  |
|                                       |                     | Anne Vaughan                       |                                           |  |  |       |  |  |                                      |  |  |                                     |  |